# 筆跡

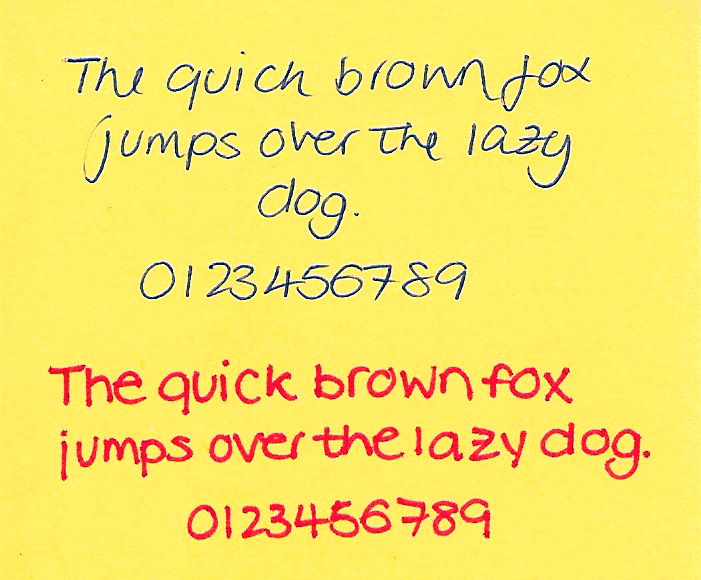
手書きの英文。
上と下は同じ文章を書いたものであるが、その筆跡は大きく異なる。

筆跡（ひっせき）とは、ワードプロセッサなどを介さずに、筆、ペンなどの筆記用具を用いて人の手によって直接書かれた文字のこと。または、その書き方の癖などを指す言葉。
古代では、亀の甲羅や動物の骨に対して、先を鋭利に尖らせた石などで、これに天と地や農作物などを象形化した甲骨文といわれる文字を「ひっかき」、占いの道具として使用するために用いられたのが最初の筆跡といわれている。

## 筆跡学・筆跡鑑定
筆跡学と筆跡鑑定はよく混同されるケースが多いが、明らかに違う分野に属するものである。

### 筆跡学
筆跡学とは、書かれた文字について理論的、実際的に研究する学問。
筆跡と性格との関係を研究する性格学的筆跡学と、複数筆跡間の執筆者が同一人か否かを判断する筆跡鑑定とがある。

### 筆跡鑑定
筆跡鑑定は、自然科学の学問に属し、鑑定人は警察・民間・大学の研究者であり、学会は日本法科学技術学会に所属する科学者である。
文字を持つ文化圏では、古来より筆跡には個人差があることは、経験的に知られていた。中国では、三国時代、鍾会が他人の筆跡を真似て高価な剣を騙し取ったり、徐庶が母の筆跡を真似た偽の手紙によって曹操に下ることになるなど、いくつもの筆跡に関する物語が伝わっている。
歴史上、筆跡に関する詳細な研究を初めて開始したのは、古代ローマのアウグストゥスと考えられている。共和制が崩壊し、混乱が拡大する中で、役人や武将による公文書偽造が横行したためとされる。時は下り、1662年には、初めて「筆跡には個人差が存在する」と結論づけた論文が、カミロ・バルディというイタリア人医師によって発表される。しかし、以降は筆跡の研究がほとんど進まず、19世紀に入ってようやく各国の警察が研究に乗り出すこととなる。
日本では、安土桃山時代に古筆了佐という古筆の鑑定人が名を馳せた。古筆家からは代々優秀な鑑定人が輩出し、昭和になるまで鑑定に関わった。古筆家が編み出した鑑定方法は非常に優れており、現代の古書鑑定方法と比べても、ほとんど変わらないものという。ただし、これは有名な古代の書家の書を鑑定する方法であり、刑事事件などで重要視される一般人の筆跡鑑定が研究されるようになるのは、大正後期からとなる。
筆跡鑑定では、別の二つ以上の文書に対して、文字の形態（縦長や横長、角型や丸型など）、書かれ方（はね・止めの仕方、くずし方、筆圧など）、筆癖（癖字や筆順の違い、点画の位置など）による個人差を比較するなどして、ある文章が本人によって書かれたものか、否かを照合する目的で使われる。人は文字を執筆する際に必ず社会環境の中で文字を執筆するため、執筆するときの環境や背景にも注意する事が求められる。
人は訓練することにより、偽筆（ぎひつ）という自身の筆跡を隠したり、模書（もしょ）という他人に似せて文字を書くことが可能なため、形態一致を判定するコンピュータなどでは不十分であり、自動的に行うことはできない。このため、筆意（ひつい）という、文字を執筆する際の「意思」などを汲み取り、総合的に判断するために専門の「筆跡鑑定人」が行う。
筆跡鑑定のポイントには次の5つがある。
1. 筆跡個性……人には個性があるが、それは筆跡にも表れて「筆跡個性」と呼ばれる。
2. 筆跡個性の恒常性……筆跡個性は繰り返し同じようなパターンで表れる。
3. 筆跡個性の稀少性……筆跡個性には非常に珍しい稀少筆跡個性というものがあり、筆跡鑑定の重要な鍵になる。
4. 筆跡個性の無自覚性……筆跡個性はほとんど意識されずに微妙な形で表れ、それだけに模倣は困難である。
5. 個人内変動……筆跡個性がある反面、個人における変化には差異が大きいことが筆跡鑑定を難しくしている。

筆跡鑑定は、これらの要素を総合的に検証し考察して筆者を特定する。したがって、アマチュアが思うように「字の形が似ている」というような簡単なものではない。つまり筆跡鑑定とは、文字の形の異同を調べることではなく、「筆跡にあらわれた個性の異同」を調べることといえる。

## 古文書学における筆跡
古文書学において筆跡・筆致は古文書の形式や料紙、署判などの諸要素とともに文書の真贋や作成年代を判定する際に重要視される。筆跡の判定は個人の主観の入る余地はあるものの、他の要素とともに数量的・年次的特徴から特徴を見出すことが可能とされ、一例として1000点余が残存する武田信玄の関係文書のうち信玄親筆とされる文書は墨継ぎ感覚が長い特徴をもち、他の右筆が記した文書とは明瞭に区別される。
古文書や記録資料などは当初の成立年代以降に追筆や写本の作成などが行われることがあり、筆跡の判定は資料の作成・追筆時期やその背景などを探る要素として重視されている。